# Алис (Техас)
Алис (англ. Alice) — город в США, расположенный в южной части штата Техас, административный центр округа Джим-Уэлс. По данным переписи за 2010 год число жителей составляло 19 104 человека, по оценке Бюро переписи США в 2018 году в городе проживало 19 146 человек.

## История
Около 1880 года железная дорога San Antonio and Aransas Pass Railway объявила о планах построить железную дорогу через Коллинс, располагавшийся в 5 километрах восточнее нынешнего Алиса, в котором тогда проживало 2000 человек. Однако жители города не захотели продать землю для строительства дороги, после чего дорогу сдвинули на 5 километров на запад, образовав станцию Бандана на пересечении с железной дорогой Corpus Christi, San Diego and Rio Grande Railway. Бандана оказалась удобным местом для транспортировки скота и вскоре была подана заявка на открытие почтового отделения в название Клеберг в честь ветерана битвы при Сан-Хасинто Роберта Клеберга. Однако, такое название уже было занято и резиденты выбрали название Алис в честь дочери основателя ранчо Кинг, Элис Гертрудис Кинг-Клеберг. Почтовое отделение было открыто и приступило к работе в 1888 году. В течение нескольких последующих лет в новый город переехали все остальные жители Коллинса.
C 1888 года в Алисе заработала первая частная школа, в которой обучалось 9 учеников. В 1889 году в город из Коллинса переехала католическая церковь. В 1890 году была построена и открыта первая общественная школа. К 1892 году в городе работали гостиница, два салуна, два магазина, хлопкоочистительная машина, выпускалась еженедельная газета «Alice Reporter», было завершено строительство железной дороги San Antonio and Aransas Pass Railway. В 1896 году в Алис была проведена телефонная линия. В 1898 году в городе случилось наводнение, заставившее жителей переместить свои дома. В 1899 году в одном из мексиканских районов на окраине города вспыхнула эпидемия оспы. Несмотря на карантин района и закрытие двух школ, болезнь распространялась так быстро, что власти округа приказали закрыть все школы округа и разрешили прививать всех жителей района бесплатно.
В начале 1900-х город получил прозвище «город ветряных мельниц» (англ. Windmill Town) за большое количество мельниц в регионе. 2 июня 1904 года Алис получил устав и начал формировать органы местного управления. Землю для административных зданий пожертвовал один из первых поселенцев Ф. Б. Найер. В 1904 году был построен участок железной дороги St. Louis, Brownsville and Mexico Railway до Браунсвилла, позволивший прекратить дилижансовое сообщение. Вскоре после создания округа Джим-Уэлс в 1911 году, Алис был выбран административным центром. Город также стал штаб-квартирой техасских рейнджеров, служивших на границе Южного Техаса. Появление ирригации укрепило Алис в статусе транспортировочного центра, помимо скота перевозили фрукты и овощи. В результате нефтяного бума 1920-х годов в округе, город начал использовать слоган «Центр южного Техаса» (англ. Hub City of South Texas). Алис занимался распределением поставок нефти и строительных материалов. В 1935 году была открыта публичная библиотека. В 1938 году было открыто месторождение Алис неподалёку от города. Событие вызвало очередной бум.
Алис попал в заголовки национальных газет во время предварительных выборов сенатора штата в 1948 году. От Демократической партии баллотировались будущий президент Линдон Джонсон и бывший губернатор Кок Стивенсон. Джонсона обвинили в нечестной победе. Утверждалось, что он, в сотрудничестве с местным политическим тяжеловесом Джорджем Парром, организовал вброс бюллетеней в урну округа, располагавшегося в Алисе. Дело расследовали федеральные агенты. В 1949 году вспыхнул ещё один скандал, после того как заместитель местного шерифа Сэм Смитвик застрелил владельца местного телеканала после того как последний заявил в эфире, что Смитвик владел заведением, которое предоставляло танцорш напрокат.

## География
Алис находится в центральной части округа, его координаты: 27°45′20″ с. ш. 98°03′57″ з. д..
Согласно данным бюро переписи США, площадь города составляет около 32,6 км2, из которых 31,1 км2 занято сушей, а примерно 1,5 км2 — водная поверхность.

### Климат
Согласно классификации климатов Кёппена, в Алисе преобладает влажный субтропический климат (Cfa).
| Показатель                    | Янв. | Фев. | Март | Апр. | Май  | Июнь | Июль | Авг. | Сен. | Окт. | Нояб. | Дек. | Год  |
| ----------------------------- | ---- | ---- | ---- | ---- | ---- | ---- | ---- | ---- | ---- | ---- | ----- | ---- | ---- |
| Абсолютный максимум, °C       | 33,3 | 36,7 | 39,4 | 39,4 | 41,1 | 41,1 | 43,3 | 42,2 | 40,6 | 36,7 | 35,6  | 33,9 | 43,3 |
| Средний суточный максимум, °C | 21,1 | 23   | 26,4 | 29,2 | 32,8 | 35,6 | 36,3 | 36,9 | 33,5 | 30,4 | 25,4  | 21,7 | 29,4 |
| Средняя температура, °C       | 14,4 | 16,3 | 19,7 | 22,7 | 26,7 | 29,4 | 30,1 | 30,2 | 27,6 | 23,3 | 18,4  | 15,2 | 22,8 |
| Средний суточный минимум, °C  | 7,8  | 9,7  | 13,1 | 16,2 | 20,7 | 23,2 | 23,8 | 23,4 | 21,6 | 16,3 | 11,4  | 8,7  | 16,3 |
| Абсолютный минимум, °C        | −7,8 | −9,4 | −2,2 | 3,9  | 10   | 16,1 | 20   | 16,1 | 10   | 5    | −1,7  | −5,6 | −9,4 |
| Норма осадков, мм             | 30   | 21   | 22   | 52   | 61   | 47   | 105  | 42   | 152  | 62   | 25    | 18   | 637  |
| Источник: weatherbase.com     |      |      |      |      |      |      |      |      |      |      |       |      |      |

## Население
Согласно переписи населения 2010 года в городе проживало 19 104 человека, было 6635 домохозяйств и 4906 семей. Расовый состав города: 86,7 % — белые, 0,8 % — афроамериканцы, 0,7 % — коренные жители США, 0,6 % — азиаты, 0,0 % (2 человека) — жители Гавайев или Океании, 9,5 % — другие расы, 1,7 % — две и более расы. Число испаноязычных жителей любых рас составило 85,1 %.
Из 6635 домохозяйств, в 42,2 % живут дети младше 18 лет. 46,7 % домохозяйств представляли собой совместно проживающие супружеские пары (19,8 % с детьми младше 18 лет), в 20,1 % домохозяйств женщины проживали без мужей, в 7,1 % домохозяйств мужчины проживали без жён, 26,1 % домохозяйств не являлись семьями. В 22,5 % домохозяйств проживал только один человек, 9,9 % составляли одинокие пожилые люди (старше 65 лет). Средний размер домохозяйства составлял 2,84. Средний размер семьи — 3,31 человека.
Население города по возрастному диапазону распределилось следующим образом: 32 % — жители младше 20 лет, 26 % находятся в возрасте от 20 до 39, 28,8 % — от 40 до 64, 13,3 % — 65 лет и старше. Средний возраст составляет 33,5 года.
Согласно данным пятилетнего опроса 2018 года, средний доход домохозяйства в Алисе составляет 36 250 долларов США в год, средний доход семьи — 50 510 долларов. Доход на душу населения в городе составляет 22 019 долларов. Около 18,9 % семей и 25,7 % населения находятся за чертой бедности. В том числе 41,6 % в возрасте до 18 лет и 15,1 % в возрасте 65 и старше.

## Местное управление

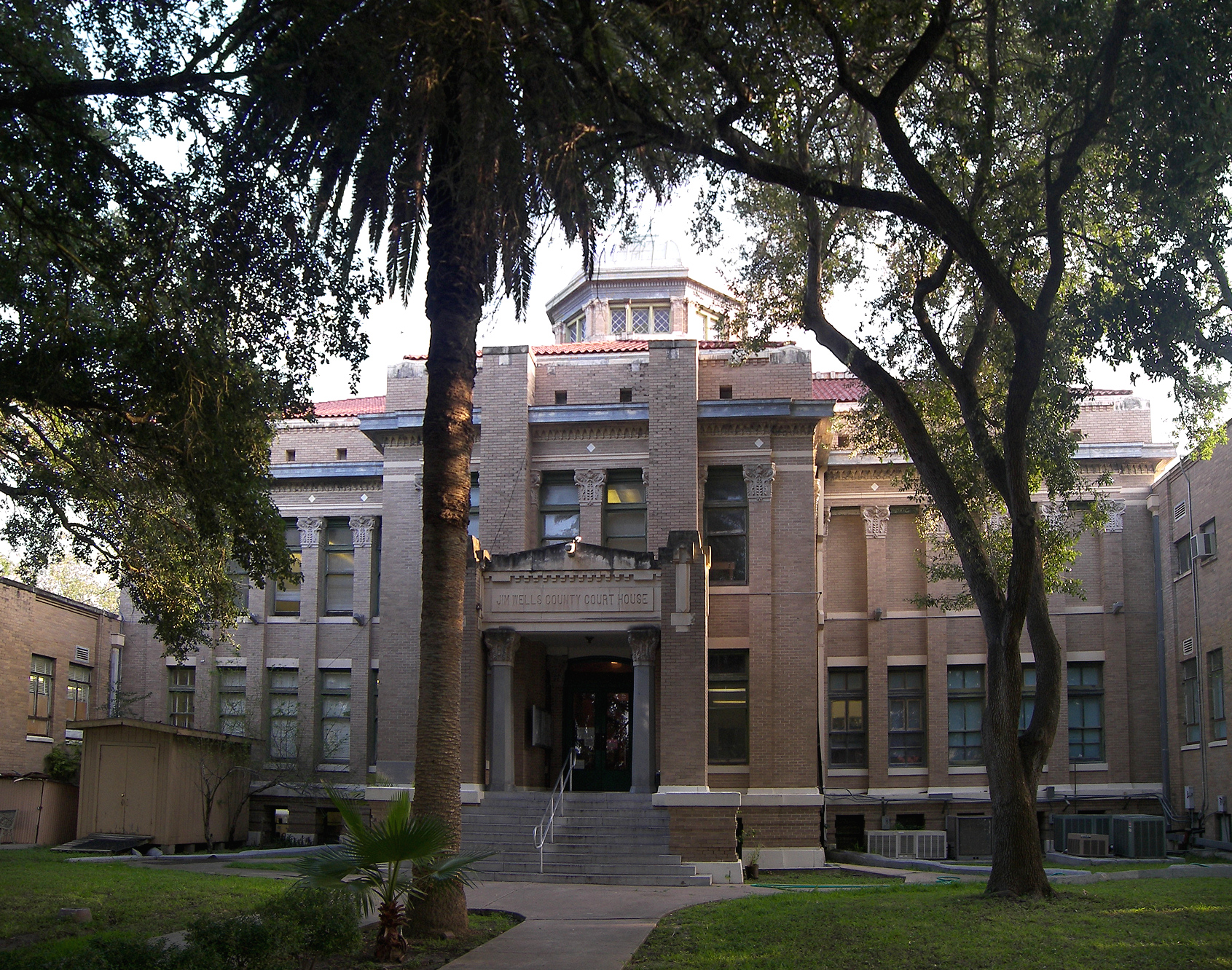
Здание суда округа Джим-Уэлс архитектора Атли Айреса

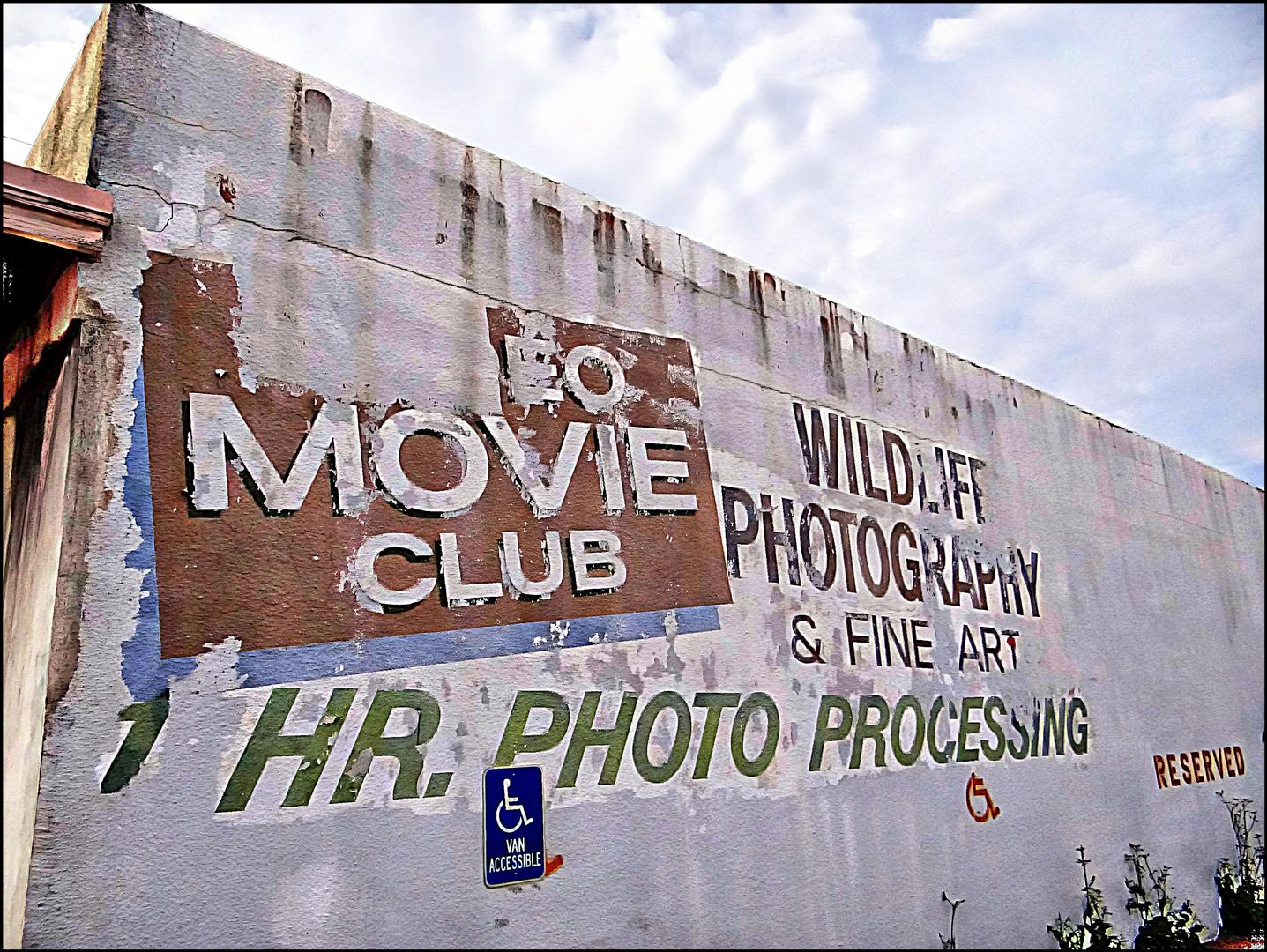
Граффити, знак компании занимающейся фото за час в Алисе

Управление городом осуществляется мэром и городским советом, состоящим из четырёх человек. Каждый член совета, как и мэр, избирается всем городом на два года. Городской совет выбирает заместителя мэра из своих членов.
Другими важными должностями, на которые происходит наём сотрудников, являются:
- Сити-менеджер

- Заместитель сити-менеджера

- Муниципальный судья
- Городской прокурор
- Финансовый директор
- Шеф полиции
- Шеф пожарной охраны
- Начальник отдела общественных работ
- Городской клерк
- Директор развития города
- Глава аэропорта
- Начальник отдела кадров
- Начальник отдела инженерных работ

## Инфраструктура и транспорт
Основными автомагистралями, проходящими через Алис, являются:
- автомагистраль 281 США идёт на север к Джордж-Уэсту и на юг к городу Фалфурриас
- автомагистраль 44 штата Техас идёт на запад к техасскому городу Сан-Диего и на восток к Корпус-Кристи
- автомагистраль 359 штата Техас начинается в Алисе и идёт на северо-восток к городу Матис

В городе располагается международный аэропорт Алиса. Аэропорт располагает двумя взлётно-посадочными полосами длиной 1828 и 1369 метров. Ближайшим аэропортом, выполняющим коммерческие рейсы, является Международный аэропорт Корпус-Кристи. Аэропорт находится примерно в 60 километрах к востоку от Алиса.

## Образование
Город обслуживается независимым школьным округом Алис. Также работают пять частных школ для учеников разных возрастов.
В Алисе работает филиал колледжа Coastal Bend, предоставляющего профессиональные и академические курсы для сертификации и получения степени специалиста по итогам двухлетнего образования. Колледж также предоставляет тренинги и образовательные классы сотрудникам местных компаний.

## Экономика
Согласно финансовому отчёту города за 2015 финансовый год, Алис владел активами на $114,88 млн, долговые обязательства города составляли $59,68 млн. Доходы города в 2016 году составили $32,07 млн, а расходы — $33,53 млн.
Основными работодателями в городе являются:
| Работодатель                                | Число работников |
| ------------------------------------------- | ---------------- |
| Независимый школьный округ Алис             | 842              |
| Forbes Energy Services, Ltd.                | 809              |
| Saldivar Primary Home Care                  | 420              |
| Dixie Iron Works MSI                        | 338              |
| Округ Джим-Уэлс                             | 327              |
| Fesco, Inc.                                 | 279              |
| Walmart                                     | 269              |
| Город Алис                                  | 243              |
| Community Action Corporation of South Texas | 234              |
| Christus Spohn Hospital — Alice             | 218              |

## Отдых и развлечения
Город располагает парками для отдыха, гольф-курсами и бассейнами. Относительная близость к Корпус-Кристи, острову Падре и Мексиканскому заливу делают Алис привлекательным для туристов.
Ежегодно в мае в городе проводится фестиваль Fiesta Bandana.

## Город в популярной культуре
В городе располагалась студия звукозаписи IDEAL Records, основанная Армандо Маррокином. Студия специализировалась на музыке техано, популярной в регионе. Некоторое время в Алисе существовал зал славы Техано.